# Stednavn
 Denne artikel bør gennemlæses af en person med fagkendskab for at sikre den faglige korrekthed.

Stednavneforskning eller toponymi er det filologiske studium af den del af sprogenes ordforråd, som omfatter proprier (egennavne), som betegner lokaliteter. Overalt hvor mennesker har boet eller færdedes på jordens overflade, er lokaliteter blevet navngivet. Overlevering af de ældste stednavne falder sammen med de første eksempler på nedskrevet sprog, som samtidig er de første historiske kilder, omkring år 4000 f.v.t. Menneskets bofaste levevis i forbindelse med landbrug har medført fastholdelse af stednavne gennem flere tusind år, men navngivning af lokaliteter finder fortsat sted.
Stednavne kendes fra den vestlige kulturkreds' oldtid i Middelhavsområdet og Mellemøsten fra bronze- og jernalder, og kendskabet udvides i takt med den historiske overlevering. I nogle områder er de fleste navne dannet, allerede inden den historiske overlevering begynder. Navnedannnelsen fortsætter gennem antikken og middelalderen men stagnerer dog i Europa omkring år 1500, hvor kontinentet i alt væsentligt er fuldt bebygget. Den europæiske stednavneskik fortsætter herefter i Den Nye Verden.

## Inddeling
Stednavne kan inddeles efter hvad, de betegner:
1. større eller samlede landområder
2. mindre landområder (fx syssel, herred)
3. landskabselementer, såkaldte "naturnavne" (vandløb, højdedrag, fremspring mv)
4. bebyggelsesnavne
5. marknavne.

Ligeledes kan stednavne inddeles i to grundtyper:
1. sammensatte stednavne,
2. usammensatte stednavne, såkaldte kortetyper.

De sammensatte stednavne består af sprogenes nominale ordforråd, det vil sige navneord og tillægsord, idet den almindeligste stednavnetype er kombinationen af to navneord, enten ved sammensætning eller ved sammenbinding med ejefald, eller kombinationen af et tillægsord og et navneord. Disse elementer betegnes som led, og skønt der findes navne med både ét led og med tre led eller derover, er det almindeligste på verdensplan to led, hvorfor disse også betegnes for- og efterled. Disse undersøges hver for sig. Således undersøges for efterleddet blandt andet hvilke forled, de har: landskabsbetegnelser, kulturbetegnelser, fællesbetegnelser, personnavne eller andet. Ofte viser der sig at være en karakteristisk fordeling, hyppig forekomst eller omvendt manglende forekomst mellem typer af forled og et bestemt efterled.
I de fleste sprogområder findes dog også enleddede stednavne, der er udvidet med enten aflednings- eller bøjningsendelser. I mange sprogområder optræder stednavne med flertalsendelser, idet de muligvis tidligere har betegnet stedets indbyggere.

## Stednavneforskningen
Stednavneforskning er udforskningen af stednavne og hører som sådan under sprogforskning.

### Stednavneforskningens formål
Stednavneforskningens formål er:
1. bestemmelse af stednavnenes og deres forleds og efterleds betydning,
2. bestemmelse af stednavnenes udbredelse (herunder at udskille "falske former"),
3. bestemmelse af stednavnenes alder,
4. bestemmelse af det indbyrdes forhold mellem stednavne.

#### Stednavnes betydning
Bestemmelse af stednavnes eller stednavneleds betydning sker sprogligt, ofte ud fra sprogudviklingen. ad denne vej forsøges fastslået hvilket ord, der lå til grund for stednavnet, og hvilken sproglig udvikling, dette måtte have gennemgået.

#### Stednavnes udbredelse
Stednavnes udbredelse sker ligeledes sprogligt. Den stednavneform, der ønskes undersøgt, belyses ved hjælp af de ældste kilder for at få fastlagt, om den oprindelige form falder inden for navnetypen eller ej. Ved således at gennemgå alle mulige stednavne, kan eventuelt udskilles "falske former", der nok ligner navnetypen i dag, men som oprindeligt er udviklet fra en anden navnetype. Efter således at have udskilt de "ægte" stednavne af en bestemt type er det muligt at fastlægge deres udbredelse, der efter forholdene vil kunne karakteriseres fx som fællesgermansk, nordisk, dansk, tysk, vendisk eller på anden måde.

#### Stednavnes datering
Ved bestemmelsen af stednavnes alder tages flere fremgangsmåder i brug: Først og fremmest sker aldersbestemmelsen sprogligt. Hvis dannelsen af navnet er sket i forhistorisk tid, hvilket er tilfældet for de fleste europæiske stednavne, kan navnets elementer, særligt efterleddet, medvirke til at datere dannelsen, idet et givet efterled typisk er produktivt i en periode på nogle århundreder, hvorefter dannelse med dette led gradvis ophører. Blandt de forled, som lader sig datere, er navne, idet fx kristne navne og udtryk (fx "munke-") som forled må afspejle, at stednavnet er dannet efter kristendommens indførelse i området.
Desuden anvendes skriftlige kilder, idet disse kan vise en mindste alder for stednavnetypen.
Også udbredelsen kan anvendes til at bestemme stednavnes alder, idet der ikke sjældent kan peges på historiske begivenheder eller forhold, som kan formodes at have haft indflydelse herpå. Når således stednavne på -by forekommer i Danelagen i England, sættes dette i forbindelse med vikingernes bosættelse her, og stednavneformen må derfor have været i brug på dette tidspunkt (hvilket ikke forhindrer, at den tillige kan have været i anvendelse både ældre og yngre end vikingetiden).
Blandt andre metoder har været at undersøge sammenfald mellem stednavneformer og arkæologiske fund. Man mente, at der ved konstateret sammenfald mellem en bestemt navneform og arkæologiske fund fra en bestemt tidsperiode kunne formodes en sammenhæng. Denne fremgangsmåde er imidlertid senere opgivet igen, da det blandt andet ved udgravninger i danske landsbyer viste sig, at disse kun har ligget på samme sted tilbage til tidlig middelalder, mens der for de tidligere perioder kunne være store spring i forekomsten af arkæologiske levn (typisk fra romersk jernalder eller over 600 år tidligere) hvorfor ethvert forsøg på at datere stednavne efter denne fremgangsmåde må anses for spekulativt.

#### Indbyrdes forhold mellem stednavne
Det indbyrdes forhold mellem stednavne kan tage sig forskelligt ud. I visse tilfælde kan det påvises, at et stednavn har fået navn efter et andet (fx Søby sø, hvor søen først har navngivet byen, som der efter atter har lagt navn til søen).
I en række tilfælde har samme stednavn for to hinanden nært liggende bebyggelser fået tilføjet et "nørre" henholdsvis "sønder" eller et "øster" og et "vester" eller et "-magle" henholdsvis "-lille" til det sammenfaldende navn. I sådanne tilfælde kan et deling af bebyggelsen tænkes at være sket.
En anden sammenhæng belyses ved den såkaldt "geometriske metode". Når der fx inden for et bestemt sogn ligger en stor by, som tillige har store jordtilliggender, og i randområderne af sognet ligger mindre byer med tilsvarende mindre jordtilliggender, er det nærliggende at formode, at disse små bebyggelser oprindeligt er udskilt fra den større fx ved udflytning, og denne tolkning kan ikke sjældent understøttes ved stednavnene (fx -torp, der betyder "udflytterbebyggelse", eller -rød, der betyder "rydning").

### Forskningens fremgangsmåder
En række fremgangsmåder tages i brug ved stednavnestudier.
1. Navnenes sproglige forhold med hensyn til lydlære, bøjning og ordforråd bidrager til at belyse omstændigheder omkring stednavnenes tilblivelse. Ofte kan samme sproglige udvikling godtgøres eller sandsynliggøres for flere stednavnes vedkommende, hvorved forståelsen af sprogudviklingen styrkes. Derfor vil sammenlignende sprogstudier altid indtage en betydelig rolle ved stednavnegranskningen.
2. Selve udtydningen af forled og efterled i et stednavn kan afsløre meget om de forhold, hvorunder et stednavn er blevet til. Fremgangsmåden består ofte i for fx et bestemt efterled at undersøge forleddenes fordeling efter type og indhold.
3. Studier af især forholdene for bebyggelser med samme stednavnetype (oftest endelsen) har især i den ældre forskning spillet en betydningsfuld rolle. Man har lagt vægt på den overordnede udbredelse, om der var tale om store eller små byer (eventuelt spredt bebyggelse) med høj eller lav værdiansættelse, om de lå på række langs en (formodet) udbredelsesvej, deres beliggenhed i landskabet (nær vandløb eller enge, på sandede eller lerede jorder og så videre) og meget andet. Sådanne studier har givet anledning til formodninger dels om særlige kendetegn for de enkelte stednavnetyper, dels om historiske træk ved bebyggelsen fx om denne samlede sig i "bygder" indbyrdes adskilte ved ubeboede områder.

### Forskningens historie
Interessen for stednavne går langt tilbage i historien. Allerede i middelalderen var der munke og andre, som forsøgte at udtyde stednavnes betydning ud fra især sproglige forhold.
Senere, i 16.-18. århundrede forsøgte alskens oldgranskere at forklare stednavne, ofte ret fantasifuldt: tilfældige sproglige ligheder blev anvendte som forklaringer på stednavne, og i visse tilfælde med personnavne forsøgtes disse identificerede med kendte personer fra den folkelige overlevering, mens andre inddrog fremmede sprog i deres forklaringer. Resultaterne af disse forklaringer var sjældent særligt vellykkede og er oftest siden forkastede igen, men der fremkom også forklaringer af blivende værdi.
En moderne stednavneforskning kan først siges at indtræde i det 19. århundrede, da sproggranskerne dels inddelte stednavnene efter deres for- og efterled og således fik et redskab i hænde til at undersøge de enkelte navneled i deres sproglige sammenhænge, dels gik over til kildestudier med inddragelse af de ældste kendte skriftlige kilder og dermed fik mulighed for at komme den sproglige forståelse af stednavnenes oprindelige former langt nærmere end hidtil.
Fra slutningen af det 19. århundrede begyndte stednavneforskningen at komme i faste rammer, idet der i de fleste lande blev nedsat komiteer og oprettet forskningssteder, hvor stednavneforskningen kunne bedrives systematisk og på faglig vis. Første skridt i disse stednavneinstitutioners virksomhed bestod i den systematiske indsamling af oplysninger om de enkelte stednavne og deres udvikling i de områder, institutionerne dækkede.

#### Danmark
I Danmark går den tidligste stednavneforskning tilbage til middelalderen, men det var først i 1800-tallet, at stednavneforskningen fik et videnskabeligt præg. Det blev N.M. Petersen, der kom til at gøre det grundlæggende arbejde. I 1833 skrev han "Bemærkninger om danske og norske stednavnes oprindelse og forklaring", der blev udgangspunktet for stednavneforskningen ikke blot i Norden, men blandt andet også i Frankrig. Hans omfattende sproglige uddannelse i forbindelse med hans historiske lærdom gjorde, at han søgte tilbage til navnenes gamle former og tolkede ud fra disse. Mange af hans resultater har bevaret deres gyldighed.
I 1863 gav oberst Emil Madsen "Sjællandske Stednavne" en række gode iagttagelser over stedernes beliggenhed, men uden sproglig værdi. Bedre var Johannes Kok: "Det danske Folkesprog i Sønderjylland" fra 1867, der udmærkede sig ved sin gode stofsamling og sammenligninger med beslægtede navne, men den sproglige behandling var ikke sikker. Bogen var dog meget fortjenstfuld og i det hele på højden med sin tid. Først med Johannes Steenstrup tog stednavneforskningen et nyt skridt frem. Bedre end nogen forgænger fik han formuleret stednavneforskningens problemer og draget grænserne op for selve studiet, lige som han skrev den førte folkelige oversigt over stednavne i 1908. Sigurd Nygaard gav værdifulde bidrag til landsbynavnenes kronologi ved påvisningen af, at de personnavne, som indgår i dem, tilhører uens tidsperioder: folkevandringstid, vikingetid og middelalder. i 1910 oprettedes Stednavneudvalget, som siden har forestået dels udgivelsen af en amtsvis (amter fra før 1970) stednavneoversigt, dels en række værker, der har behandlet stednavneemner tværfagligt eller taget særemner op. Det bør dog siges, at endnu ved indgangen til det 21. århundrede fandtes der ikke udgivet en landsomfattende oversigt over alle danske bebyggelses- og naturstednavne. I 1916 forsøgte H.V. Clausen på grundlag af stednavneforskningens daværende resultater at skabe et overblik over forholdet mellem ældre og yngre landsbybebyggelser i Danmark, men værket fik ikke den banebrydende betydning, man ved dets fremkomst formodede. Nyere dansk forskning har dels behandlet de enkelte stednavnetyper efter deres endelser, dels behandlet særlige sider af stednavnespørgsmålet.

#### Norge
I Norge nedsattes i 1878 et stednavneudvalg bestående af Sophus Bugge, Johan Fritzner og Oluf Rygh, der reviderede stednavne i den nye matrikel på grundlag af indsamlet historisk materiale i forbindelse med oplysninger om navnenes stedlige udtale. Efter, at matriklens revision 1886 var fuldendt, renskrev Oluf Rygh det indsamlede materiale i 17 foliobind, og dette værk blev mellem 1897 og 1936 udgivet på statens bekostning som Norske Gaardnavne, idet udgivelsen efter Ryghs død i 1899 fortsattes af broderen K. Rygh og A. Kjær med flere. Desuden foreligger fra O. Ryghs hånd bøger om norske elvenavne, samt om personnavne i norske stednavne. Længe var dette værk det mest fremskedne, noget land kunne opvise. Omkring 1925 blev der i Norge nedsat et nyt stednavneudvalg med praktisk og videnskabeligt formål. Det fik fastlønnet sekretær, og igangsatte indsamlingen af naturnavne i bygderne.

#### Sverige
I Sverige nedsattes 1904 en kongelig ortnamnskommité bestående af en filolog, en historiker og en ministeriel embedsmand, der repræsenterede matrikulsvæsenet. Udvalget udførte praktiske hverv, idet det overvejede retskrivningen af by- og jordebogsnavne til brug for statstjenesten og indstillede hertil sigtende forslag til ministeriel godkendelse. Det filologiske medlem forestod tillige en revision af navnene på de svenske generalstabskort, hvilket dog blev udført uden forbindelse med det øvrige arbejde. Desuden igangsatte udvalget værket "Sveriges Ortnamn", hvoraf først udkom Älfsborgs Län, med et bind for hvert herred, og dernæst efter en reduceret målestok Värmlands Län. Udvalgets formand var fra begyndelsen professor Adolf Noreen. Udvalget skabte ikke noget landsomfattende navnearkiv, men indsamlede i hovedsagen stoffet efterhånden, som der var brug for det ved publikationerne. Stednavneforskning blev ligeledes drevet ved "Institutet för ortsnams- och dialektforskning vid Göteborgs Högskola", som blev oprettet af professor Hjalmar Lindroth, og som blandt andet udgav skriftserien "Ortnamnen i Göteborgs och Bohus Län" fra 1923. I Lund har Sydsvenska Ortnamnssällskapet, stiftet 1925 af dr. Jöran Sahlgren, udgivet stednavnetidsskriftet "Namn och Bygd" siden 1913.

#### Finland
I Finland er der megen interesse for stednavnestudiet, idet navnenes sprog (svensk eller finsk) benyttes som vidnesbyrd om, hvilket folk, der boede på stedet, da det fik sit navn. Stednavnestudiet er derfor blevet drevet fra såvel svensk- som finsksproget side, og indsamlinger af stednavne blev organiserede af såvel det svenske som det finske litteraturselskab. Det svenske litteraturselskab forestod udgivelsen af stofsamlinger, således Greta Hausen "Nyelands Ortnamn", I—II, Helsingfors 1920—22, der udelukkende var en materialesamling, og T. E. Karsten, "Svensk Bygd i Österbotten", I—II, Helsingfors 1921—23, med materialesamling, tolkning og behandling.

#### England
I England har stednavnestudiet ikke savnet private dyrkere, men de udkomne bøger har været af ret uens værdi. Først i mellemkrigstiden kom der plan i arbejdet, idet professor A Mawer med flere i 1923 stiftede "English Place-Name Society", der under tilsyn af British Academy skulle foretage en planmæssig indsamling af stof fra hele England og besørge udgivelsen af dette, i behandlet skikkelse, grevskabsvis i små bind. I Skriftserien var de første bind henholdsvis en indledning, det andet en behandling af Buckinghamshire. Arbejdet med indsamlingen besørgedes for en del ved frivillig, stedlig hjælp og med stor fremgang.

#### Tyskland
I Tyskland findes en rig litteratur om stednavne, og grundlæggende værker er fremkommet, således E. Förstemann, "Altdeutsches Namenbuch", II, 3. udgave ved H. Jellinghaus, Bonn 1913—16. I mellemkrigstiden skete betydelige indsamlinger af marknavne-stof og lignende af lokalhistoriske foreninger, og i pædagogisk øjemed anvendtes en del navnestof ved undervisning i hjemstavnslære.

#### Frankrig
I Frankrig pålagde kejser Napoleon 3. arkivarerne ved de forskellige departementers arkiver at udarbejde hver et værk om departementets stednavne og deres historie. Det første, Dept Eure-et-Loir, ved L. Merlet, kom 1861, og indtil 1898 udkom behandlingen af 22 departementers stednavne på statens bekostning. Resultaterne af disse og andre arbejder blev opgjort af A. Longnon i "Les noms de lieu de la France", Paris 1920 ff. Af særlig interesse for danskere er navnene i Normandiet, der indeholder mange minder fra vikingetiden. Disse er også blevet behandlede af danske videnskabsmænd (N. M. Petersen, A. Fabricius, Andreas Pedersen, J. Jakobsen).

#### Holland
I Holland blev der i 1925 nedsat et stednavneudvalg med praktisk formål. Hollandske stednavne bliver i øvrigt behandlede videnskabeligt i værket "Nomina Geographica Neerlandica", der udgives af det geografiske selskab, og hvori betydelige dele af landet allerede er gennemgåede, således Friesland, Gelderland, Overijssel, Brabant, Zeeland, Limburg m. m.

#### Belgien
Hvad Belgien angår, var det især dele af de flamske egne, der først blev undersøgte, og stoffet udgivet af K. De Flou i "Woordenboek der Toponymie van Westelijk Vlaanderen m. v.", Gent 1914 ff.

## Oversigt over de enkelte stednavneformer
Hvert folk eller sproggruppe har sine karakteristiske stednavne, som afspejler sig i form og udbredelse. I Europa vil man kunne skelne mellem blandt andet følgende stednavneformer:
1. fællesgermanske, det vil sige udbredte i Vesteuropa, fx: -um (-heim), -ing (-ingen), -lev (-leben), -sted (-stedt), -bæk (-beck)
2. fællesnordiske, det vil sige udbredte i Danmark, Norge og Sverige samt eventuelt i nordiske bosættelser uden for Norden, fx: -by, -tofte, -torp (-rup, -drup, -strup)
3. tyske, det vil sige udbredte i tysk sprogede områder, fx: -büttel, -dorf, -fleth, -horst, -wisch, -würth
4. vendiske, det vil sige udbredte i tidligere vendiske områder, fx -in, -itz, -zig, -ow, -witz